# Pearl Island (Neuseeland)
Pearl Island ist eine kleine Insel vor der Südwestküste von Stewart Island im Süden Neuseelands. Die unbewohnte Insel hat einen Durchmesser von etwa 3 km und ist durch den Nordarm der Bucht Port Pegasus von Stewart Island getrennt. Sie ist Teil des Rakiura-Nationalparks. Südwestliche Nachbarinsel ist Anchorage Island.